# Sprinkhanenplaag

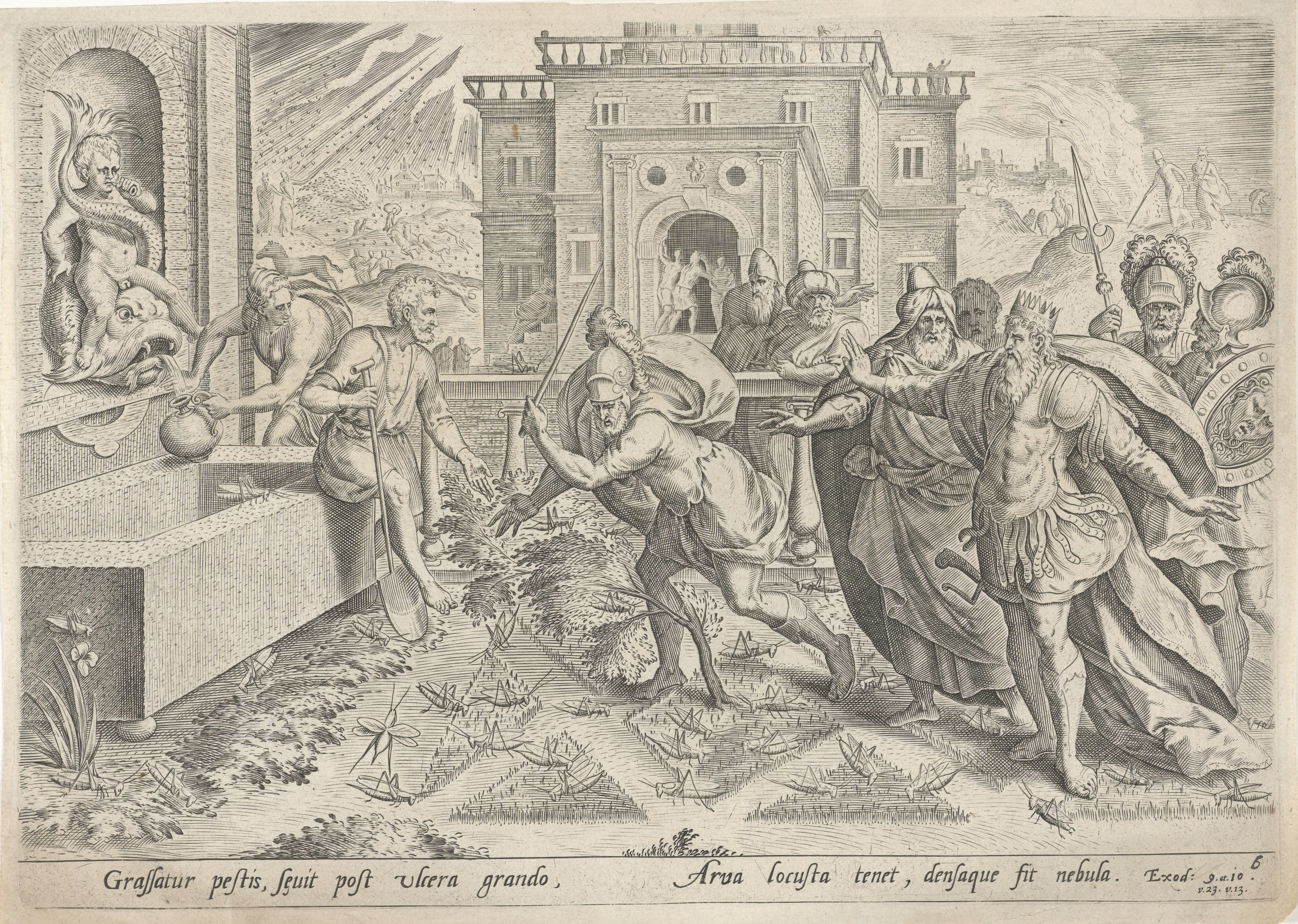
Oude Testament: Mozes en de 10 plagen van Egypte (de sprinkhanenplaag en water dat in bloed werd veranderd). In de 9de eeuw dachten de mensen dat de sprinkhanenplaag de oorzaak was van hun begane zonden.

Een sprinkhanenplaag is een natuurramp waarbij bijzonder grote aantallen treksprinkhanen zich in de zwermfase (de gregarische fase) hebben samengevoegd tot sprinkhanenzwermen en over een lange periode in een of meerdere regio's van plek tot plek rondtrekken op zoek naar voedsel. Daarbij kan zeer grote schade worden aangericht, doordat de insecten in korte tijd hele akkers kaal vreten en zich vliegend over grote afstanden kunnen verplaatsen. Door de vernietiging van oogsten ontstaan ernstige hongersnoden. Volgens de definitie van de FAO is er sprake van een plaag als de overlast langer dan een jaar voortduurt. In het algemene spraakgebruik wordt ook wel eerder van een plaag gesproken.
In de Bijbel wordt melding gemaakt van sprinkhaanzwermen, die de achtste plaag van Egypte zouden hebben gevormd.

## Fasering van plagen
De FAO onderscheidt verschillende fasen in de aanloop naar een sprinkhanenplaag:
1. Bedreiging (Engels: threat): Er zijn lokaal omstandigheden waarin zich een plaag zou kunnen gaan ontwikkelen. De "Locust Watch" van de FAO geeft een waarschuwing uit, met een oproep om de situatie in de gaten te houden en met een preventieve bestrijding te starten. De dreiging kan zo eindigen zonder zich verder te ontwikkelen.[1]
2. Uitbraak (Engels: outbreak): Na veel regen en uitbundige plantengroei kunnen de sprinkhanen binnen een paar maanden snel in aantal toenemen. De individuen beginnen groepsgedrag te vertonen en nieuwe generaties krijgen een andere kleur en uiterlijk. Er vormen zich eerst kleine groepen nimfen en daarna kleine zwermen van volwassen dieren. Het gebied is nog beperkt tot zo'n 5.000 km2. Uitbraken komen bijna jaarlijks voor en leiden meestal niet tot een opleving.[2]
3. Opleving (Engels: upsurge): Als ook in aangrenzende gebieden de omstandigheden gunstig zijn, kunnen de groepen in de volgende seizoenen nieuwe nimfentroepen en -zwermen vormen en hun gebied uitbreiden over een hele regio. Bij vermeerdering van gregaire populaties in twee of meer opeenvolgende seizoenen in dezelfde of aangrenzende gebieden, is er sprake van een opleving. Oplevingen komen voor met tussenpozen van een aantal jaren en leiden (dankzij intensieve bestrijding) meestal niet tot een plaag.[3][4]
4. Plaag (Engels: plague): Wanneer de opleving een jaar of langer wijdverspreid en in ernstige mate blijft voortduren, is er sprake van een sprinkhanenplaag. Als dit gelijktijdig in meerdere regio's plaatsvindt wordt het een grote plaag genoemd. Een plaag begint altijd met een of meer uitbraken, gevolgd door een opleving.[5]

Grote plagen komen relatief weinig voor. Dankzij satellietwaarnemingen, een waarschuwingssysteem en preventieve bestrijding zijn er sinds 1963 geen zeer langdurige plagen meer voorgekomen. In de vorige eeuw vonden er zes plagen plaats, waarvan er één bijna 13 jaar voortduurde, namelijk van 1949 tot 1963. Een sprinkhanenplaag die in 1889 begon duurde maar liefst 20 jaar.
Voor wat betreft de bedreiging voor oogsten gelden in het waarschuwingssysteem voor iedere fase de volgende niveaus:

Code groen voor "kalm"; code geel voor "opletten"; code oranje voor "bedreiging"; code rood voor "gevaar".

## Metamorfose van solitair naar zwerm
Gewoonlijk leven treksprinkhanen als eenlingen (solitair). Ze verblijven dan in een beperkt leefgebied en zijn niet schadelijk. Onder bepaalde omstandigheden veranderen zij in uiterlijk en gedrag en vormen een sprinkhanenzwerm. In het algemeen vindt dit plaats in gebieden waarin langere perioden van droogte worden afgewisseld door perioden met regen. Zodra de regen valt vermeerderen de sprinkhanen zich razendsnel. Nadat de omgeving is kaalgevreten trekt de zwerm vervolgens van plek tot plek rond, op zoek naar voedsel. Voor de mens worden ze dan een grote plaag, doordat zij in korte tijd hele akkers vernietigen.

## Verspreiding

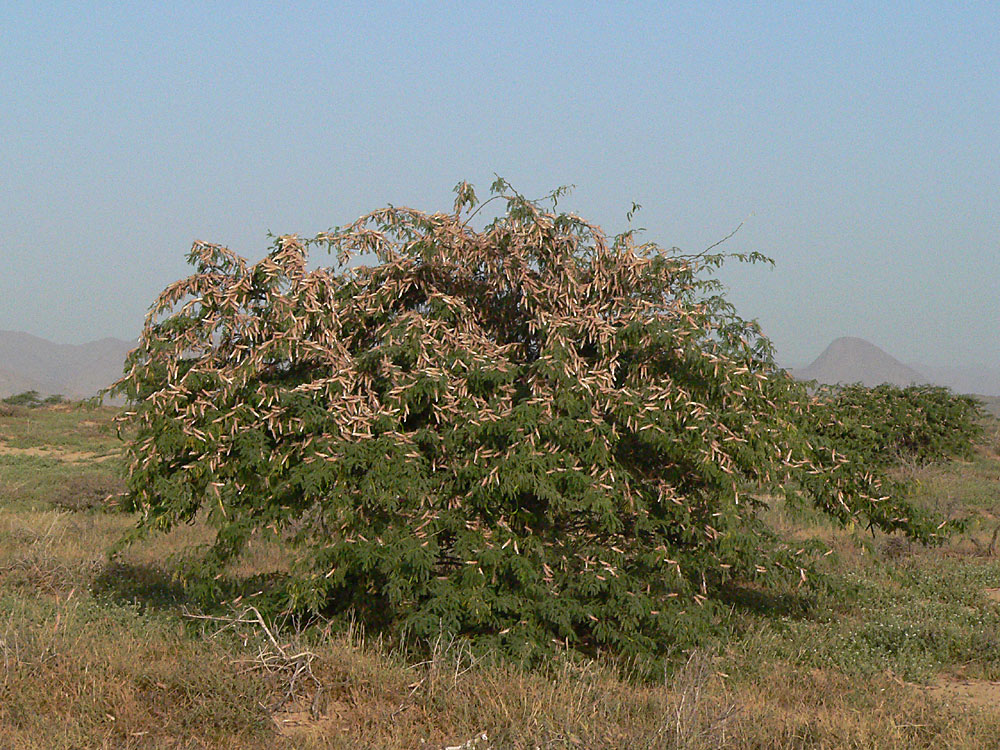
Groep Woestijnsprinkhanen, neergestreken op bomen

In de solitaire fase beperkt het leefgebied van de treksprinkhanen zich tot lokale droge gebieden, globaal verpreid in een band van zo'n 16 miljoen vierkante kilometer, over Noord-Afrika en het Midden-Oosten. Deze band loopt van de Sahara via het Arabisch Schiereiland tot aan noordwest India. Wanneer de omstandigheden voor het zwermen gunstig zijn, breidt dit gebied zich uit naar het noorden, zuiden en oosten. De zwermen kunnen wel 60 landen bereiken tot aan Portugal, Spanje, zuidwest Azië en Zuid-Rusland en in Afrika verder naar het zuiden, soms zelfs tot in de Caraïben.
Door zich met de wind mee te laten voeren, kunnen sprinkhanenzwermen zeer grote afstanden afleggen. Zij kunnen wateren oversteken als verstekelingen op schepen of zelfs drijvend op verdronken soortgenoten die op het water waren geland en zo als een soort vlot fungeren.

## Bestrijding
Sprinkhanenplagen zijn moeilijk te bestrijden vanwege de omvang van de zwermen, de verplaatsing van de zwermen over grote afstanden tot duizenden kilometers en het omvangrijke verspreidingsgebied met vaak verafgelegen en moeilijk te bereiken plaatsen. NASA heeft methoden ontwikkeld voor het waarnemen door satellieten van omstandigheden in het verspreidingsgebied die tot zwermvorming kunnen leiden. De zwermen zelf kunnen niet door de beschikbare satellieten worden waargenomen, maar wel het ontstaan van de groene vegetatiegebieden na regenval.

### Organisatie
De Voedsel- en Landbouworganisatie van de Verenigde Naties (FAO) verzorgt vanuit Rome de informatievoorziening over de situatie voor geïnteresseerde landen en geeft waarschuwingen uit over (dreigende) sprinkhanenplagen. Satellietdata gecombineerd met terreinverkenningen en informatie over het weer worden door de Desert Locust Information Service (DLIS) van de FAO gebruikt om verwachtingen te publiceren.
Het preventie-programma voor woestijnsprinkhanen is onderdeel van het "EMergency PREvention System for Transboundary Animal and Plant Pests and Diseases" (EMPRES), vertaald: Noodtoestands-preventiesysteem voor grensoverschrijdende dier- en plantenplagen en ziekten. Dit systeem van de FAO werd in 1994 gestart.
Bestrijding wordt uitgevoerd door overheidsinstanties in de getroffen landen of door gespecialiseerde organisaties, zoals de Desert Locust Control Organisation for East Africa (DLCO-AE). Maandelijkse Desert Locust Bulletins worden gepubliceerd op de website van Locust watch. In 2016 vestigde de FAO een gezamenlijke bestrijdingsorganisatie voor westelijk Afrika.

#### Historie van de organisatie
In 1929 wees de Britse regering het Imperial Bureau of Entomology – in 1913 opgezet als onderdeel van het Colonial Office in Londen – aan als onderzoekscentrum voor treksprinkhanen, in 1931 uitgebreid tot het International Center for Locust Research. In 1945 werd het voortgezet als het Anti‐Locust Research Center (ALRC), dat fungeerde als internationaal coördinatiecentrum voor de bestrijding. Dit centrum gaf het "Anti-locust bulletin" uit. In 1971 werd het ALRC opgenomen in het nieuwe Center for Overseas Pest Research (COPR) in Londen. Men begon in die tijd ook gebruik te maken van satelliet-opnamen. In 1978 kreeg de FAO de wereldwijde leiding over de monitoring en de centrale informatieservice.

### Preventie
De standaard strategie voor de bestrijding van treksprinkhanen is de preventie van uitbraken. Het hele jaar door monitort de FAO de situatie in de belangrijkste verspreidingsgebieden. Door middel van sproeien met gif ter vernietiging van gregaire groepen en zwermen, wordt geprobeerd uitbraken in een zo vroeg mogelijk stadium de kop in te drukken ("early intervention strategy"). Met deze strategie zijn al veel plagen voorkomen of met jaren bekort en de geografische verspreiding ingeperkt. Iedere vroegtijdig vernietigde sprinkhaan voorkomt tot 350 nakomelingen twee tot drie generaties later. Wanneer van een locatie bekend is dat een zwerm er massaal eieren heeft afgezet, kan de grond worden behandeld voordat ze uitkomen.
Preventie is kostbaar, maar uiteindelijk toch veel goedkoper dan het bestrijden van eenmaal ontstane oplevingen of plagen en de daardoor nodige voedselhulp. Hebben zich eenmaal talrijke zwermen gevormd, dan is de situatie met geen enkele methode meer te beteugelen en zullen alleen voedselgebrek, droogte en lage temperaturen een effectieve bestrijding van de plaag tegen hoge kosten mogelijk maken. Omdat sprinkhaan-populaties zich explosief kunnen vermeerderen, stijgen de kosten in een later stadium exponentieel. Volgens een expert zijn de kosten van preventie in Mauritania slechts 1,7% van die van de bestrijding van een invasie. Alleen al de waarde van het verloren voedsel is 15 keer zo hoog als de kosten van preventie.
Preventie is lastig door:
- De enorme grootte van het verspreidingsgebied en de mobiliteit van de zwermen
- Beperkingen in financiën, middelen en menskracht[22]
- Niet of te laat ingrijpen door de autoriteiten[22][23]
- Oorlog in broedgebieden, zoals in Jemen, waardoor geen monitoring en bestrijding mogelijk is[24]
- Sinds het begin van deze eeuw ook onveiligheid door terroristische groepering die zich terugtrekken in afgelegen gebieden, zoals  Al-Shabaab[23][25] in Noord-Afrika en Al Qaeda[24] en Islamitische Staat in het Midden-Oosten.

### Inzet van drones
De inzet van drones voor het opsporen en bestrijden van zwermen en het in kaart brengen van aangerichte schade wordt sinds 2018 door de FAO uitgetest. In 2018 werden tests met drones uitgevoerd in Mauritanië, in noordwest Afrika. Voor januari 2020 waren verdere tests met verbeterde modellen gepland. In februari zouden in de Hoorn van Afrika verdere tests worden uitgevoerd voor het besproeien van gewassen met pesticiden. Deze verbeterde prototypes kunnen zwermen opsporen met sensoren en met sproeiers insecticide verspreiden.

### Sproeien met gif

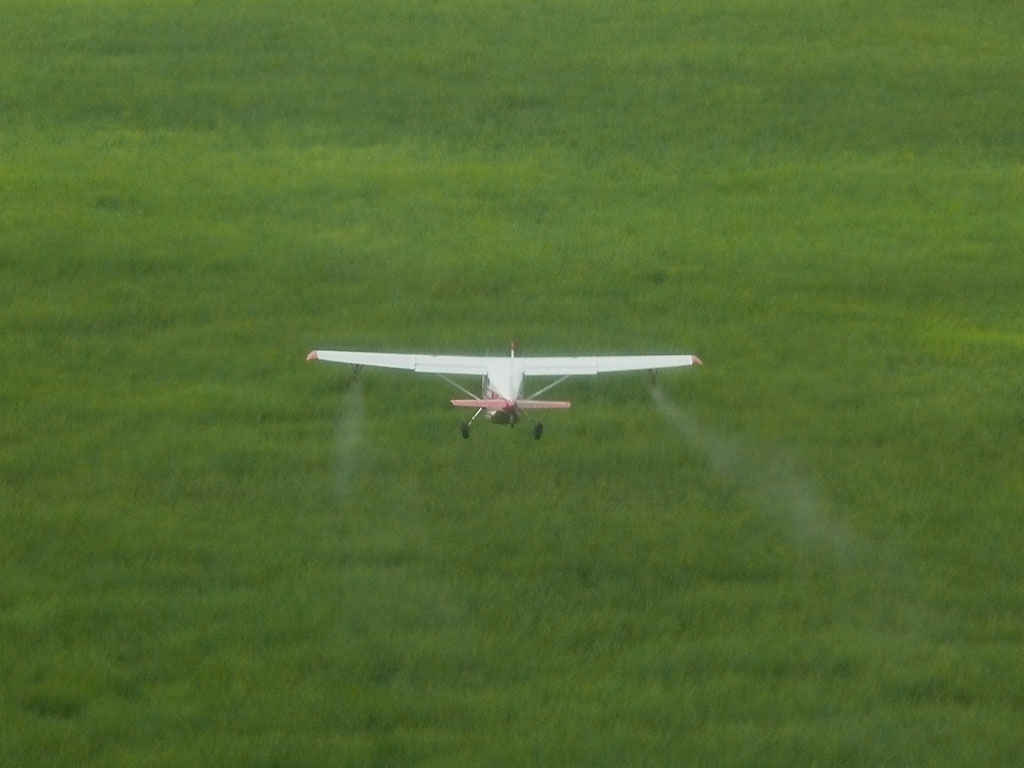
sproeivliegtuig boven Iku Katavi National Park, Tanzania, 2009

Het besproeien van de velden waar de sprinkhanen zich bevinden is de meest toegepaste bestrijdingsmethode. Het gaat om immense hoeveelheden gif. Deze methode is zeer kostbaar en schadelijk voor mens en natuur, maar sproeien vanuit de lucht is op dit moment de enige methode waarmee sprinkhanenoverlast enigszins onder controle kan worden gehouden.
Vanaf de grond kan dit te voet met draagbare spuitapparatuur of rijdend vanuit sproeivoertuigen. Bestrijding vanuit de lucht gebeurt met behulp van sproeivliegtuigen. Wanneer een zwerm tijdig is gesignaleerd en er ter plaatse een sproeivliegtuig beschikbaar is, kan deze ook van bovenaf in de vlucht worden bestreden. De inzet van drones om gebieden vanuit de lucht te besproeien was in 2020 nog in de testfase.
Voor de bestrijding van sprinkhanen is een lange lijst van insecticiden beschikbaar. Meestal worden organofosfaten (organophosphates of OP's) in kleine geconcentreerde doses ingezet door middel van sproeiers op vrachtwagens of vanuit vliegtuigen. Hoewel organofosfaten zeer schadelijk zijn voor mens en milieu, worden zij vanwege de directe en krachtige werking toch ingezet in situaties waarbij preventie heeft gefaald. Bovendien wordt de inzet vaak gestimuleerd door de autoriteiten, die deze middelen veelal gratis verstrekken en willen boeren snel resultaat om hun oogst te redden. OP's hebben het voordeel dat zij niet persistent zijn. Voor waterdieren en bijen zijn deze middelen echter wel zeer giftig en voor vissen en vogels matig giftig.
Een manier om de hoeveelheid pesticiden te beperken is het toepassen van barrières rondom landbouwvelden. In plaats van het hele gebied te besproeien, worden twee stroken grond aan de rand behandeld met insecticide, zodat oprukkende zwermen nimfen binnen 48 uur twee maal aan het gif worden blootgesteld. Zo wordt circa 80% gedood, terwijl 95% van de grond schoon blijft. Deze methode werkt niet meer zodra de dieren zich hebben ontwikkeld tot vliegende insecten.
InsectenGroei Regulators (IGRs) zijn relatief nieuw. In 2005 introduceerde de FAO het middel diflubenzuron. Een groeiregulator remt de ontwikkeling van de larve en leidt tot zijn dood bij de eerstvolgende vervelling. Het middel is enigszins persistent, wat een voordeel is voor de bestrijding, maar een nadeel voor het milieu. Het is veel minder schadelijk voor de gezondheid en het milieu dan OP's. Voor waterdieren zijn deze middelen echter wel giftig. Net als de biologische middelen zijn deze groeiremmers geschikt voor de inzet in het vroegtijdig stadium.

### Biologische bestrijding
Biologische middelen (biopesticiden) worden ingezet als minder schadelijk of onschadelijk voor het milieu. Ze zijn vooral geschikt tegen de vleugelloze jonge sprinkhanen. Ze worden op dezelfde manier toegediend als chemische middelen maar doden niet zo snel. Om die reden worden ze voornamelijk ingezet tegen hoppers, de vleugelloze jonge stadia van sprinkhanen. Biologische middelen zijn echter lastiger in grotere hoeveelheden te produceren en te bewaren en daarom een stuk duurder dan chemische middelen.

#### Parasitaire schimmels
Natuurlijk voorkomende entomopathogene schimmels zijn parasieten die de natuurlijke vijanden van de sprinkhanen sparen. In de jaren 1990 werden diverse middelen ontwikkeld in het LUBILOSA-programma. Het is gebaseerd op een natuurlijk voorkomende entomopathogene schimmel (dat is een insecteninfecterende schimmel), Metarhizium acridum. Deze schimmel is wijd verspreid in de hele wereld en infecteert alleen sprinkhanen, hetgeen het veel veiliger maakt dan chemische producten. Er zijn echter aanwijzingen dat metarhizium mogelijk giftig is voor waterdieren en bijen.
Een andere toepasbare entomopathogene schimmel is Nosema locustae. Deze eencellige parasiet is selectief voor Orthoptera en infecteert het vetlichaam en andere interne organen. Hij vertraagt het geslachtsrijp worden, veroorzaakt misvormingen en doet het aantal eitjes afnemen. Het is een relatief trage bestrijdingsmethode, maar kan op de langere termijn effectief zijn. Het geeft, afhankelijk van de temperatuur, pas na 1-2 weken resultaten. In de praktijk worden zieke sprinkhanen echter vaak binnen een week door vogels en andere predators opgegeten.

#### Inzet van andere natuurlijke vijanden
Predators als vogels en parasieten hebben maar een beperkt effect op de meer mobiele gevleugelde volwassen dieren. Hoewel ze niet altijd plagen kunnen voorkomen, kunnen zij de frequentie van uitbraken verminderen en tot hun bestrijding bijdragen. Natuurlijke vijanden zijn vogels, parasitaire wespen en roofwespen, zoals Scelio fulgidus), parasitoïde vliegen (Blaesoxipha spp., Trichopsidea oestracea en Cercia sp.), bepaalde soorten kevers, mijten (Tarsonemid sp. en Leptus sp.) en nematoden (Amphimermis).
In 2000 heeft China een proef gedaan met 30.000 eenden in de provincie Xinjiang. Deze methode wordt al sinds oude tijden toegepast. De kuikens eten per dag ongeveer 70 sprinkhanen en een volwassen eend meer dan 200. De methode zou effectiever zijn dan de inzet van pesticiden. China kondigde in februari 2020 aan een team van experts naar het buurland Pakistan te sturen, om de daar heersende overlast te bestrijden. Eerst zou nogmaals een proef in Xinjiang worden genomen. Daarna zouden zo'n 100.000 eenden vanuit China worden overgebracht naar de provincies Sindh, Beloetsjistan en Punjab, om daar de oogsten voor de zwermen te redden. Wel is er twijfel of de eenden bestand zijn tegen het droge en hete klimaat aldaar.

#### Feromonen
Het feromoon phenylacetonitrile, dat in 2006 als middel in ontwikkeling was, stimuleert bij volwassen mannetjes het zwermgedrag, maar nimfen worden er juist door gestoord in hun zwermgedrag. Anders dan bij andere biologische middelen zijn de kosten van deze stof maar een fractie van die van chemische middelen.

### Handmatige of mechanische bestrijding
Er zijn diverse methoden bedacht om de sprinkhanen grootschalig te vangen of ter plekke te vernietigen. Het gebruik van grote netten, vlammenwerpers en zuiginstallaties is tot nu toe echter niet effectief gebleken.

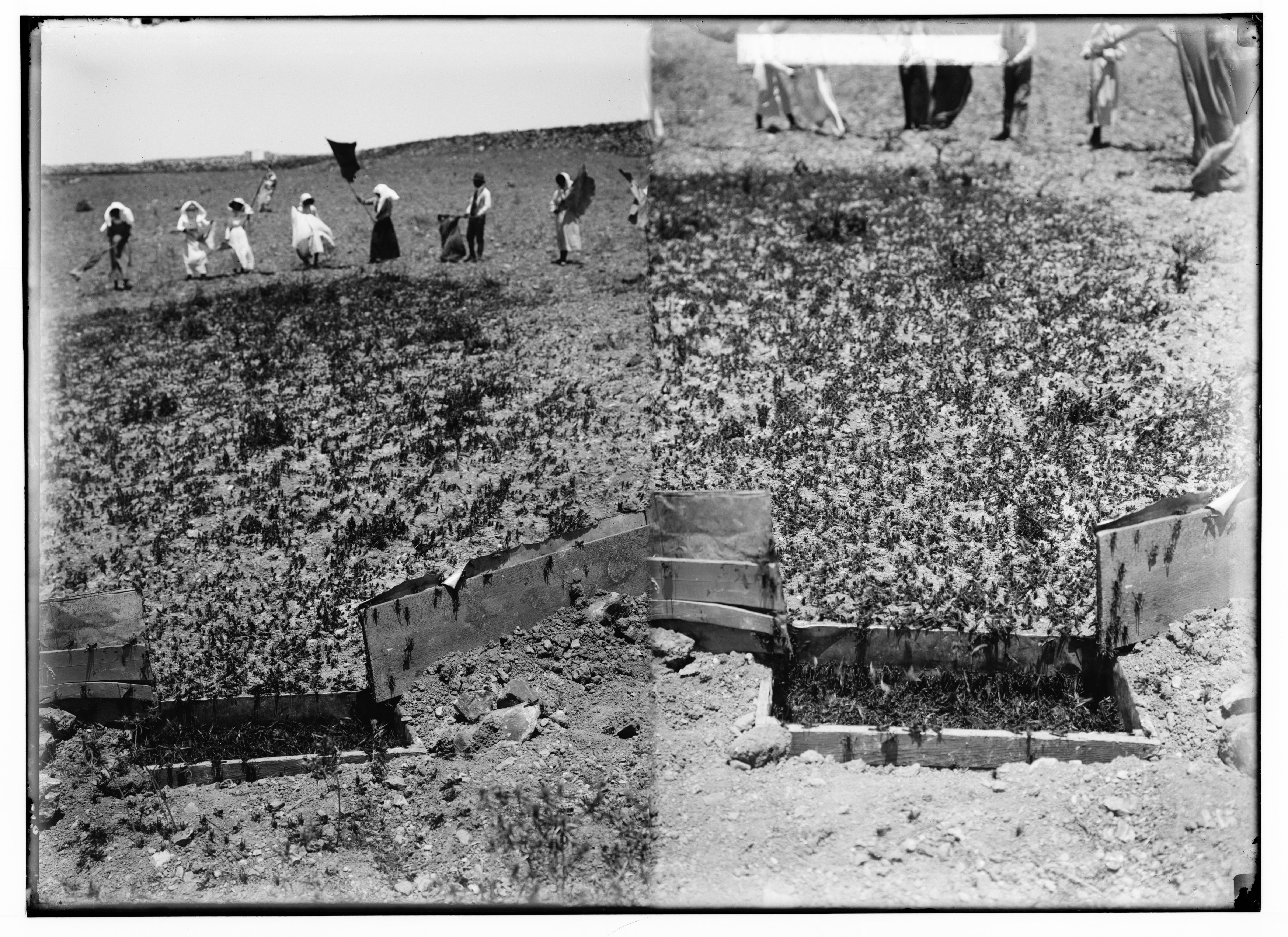
Zwermende nimfen, bijeengedreven in een kuil (Palestina, 1915)

In Afghanistan worden traditioneel in het beginstadium greppels rond de aangetaste percelen gegraven, waarin de nimfen worden samengedreven en begraven. Een vergelijkbare methode werd ook al in 1915 en 1930 toegepast in Palestina. Daar werden de zwermen langs schermen een kuil in gejaagd en doodgestampt en/of begraven.
De Ottomaanse regering verplichtte de mannelijke bevolking van Palestina in 1915 om sprinkhanen-eieren te verzamelen en in te leveren. Wanneer deze daarna niet op tijd werden vernietigd kwamen de eieren alsnog uit in de opslagruimten, met miljoenen rondkruipende nimfen als gevolg. Volgens Stefanie Wichhart ging het om 20 kg per persoon; volgens het Amerikaanse Library of Congress ging het om slechts een halve kg. Het was naar verluidt een onmogelijke taak, omdat de opgedroogde grond keihard was geworden.

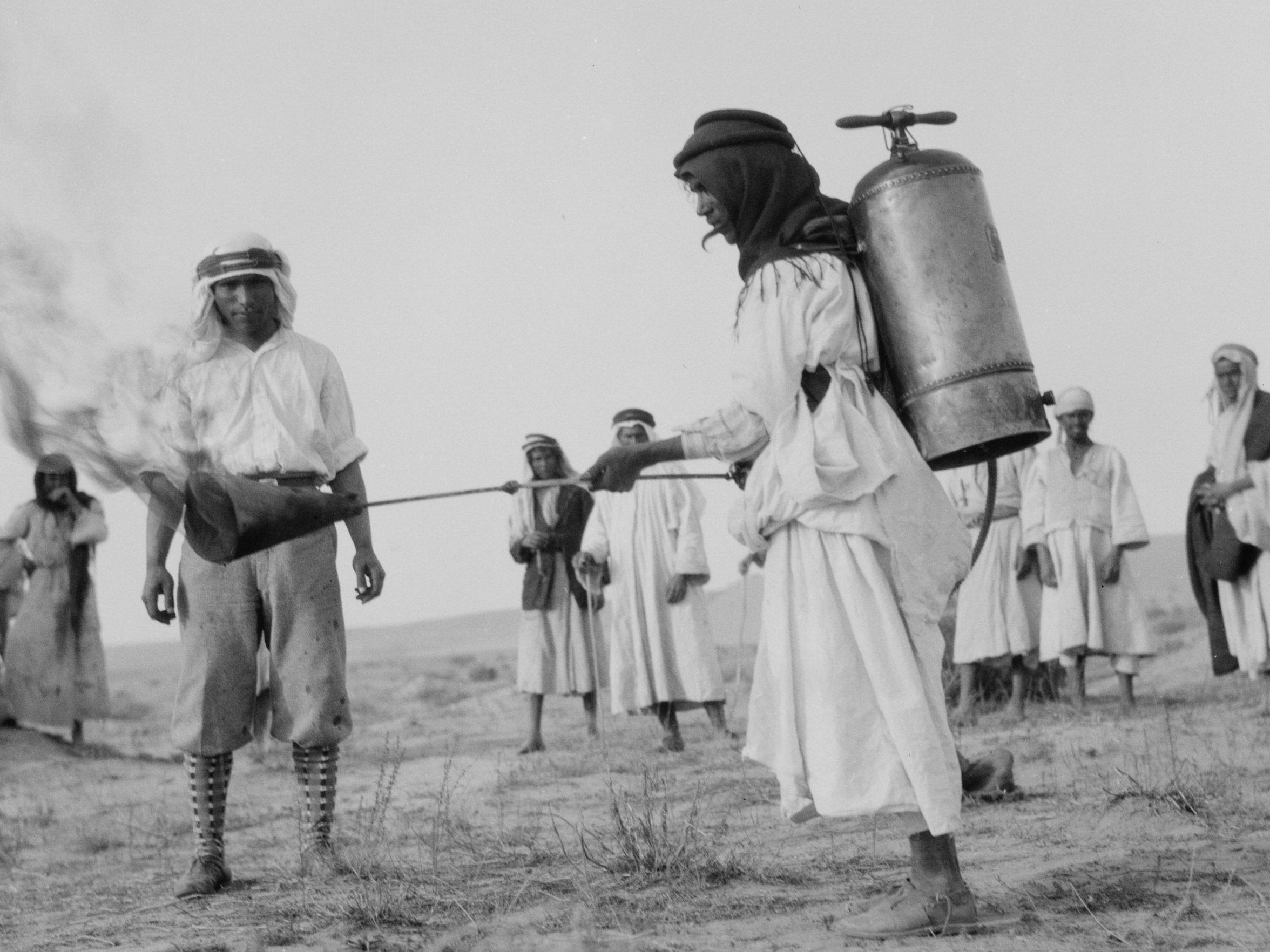
Gebruik van branders (Palestina, 1930)

Bij de plaag van 1930 werd in Palestina ook gebruik gemaakt van draagbare branders om de zwermen te verbranden. In die tijd begon men ook gebruik te maken van gif op basis van arsenicum. Het werd vermengd met zemelen.

### Consumptie

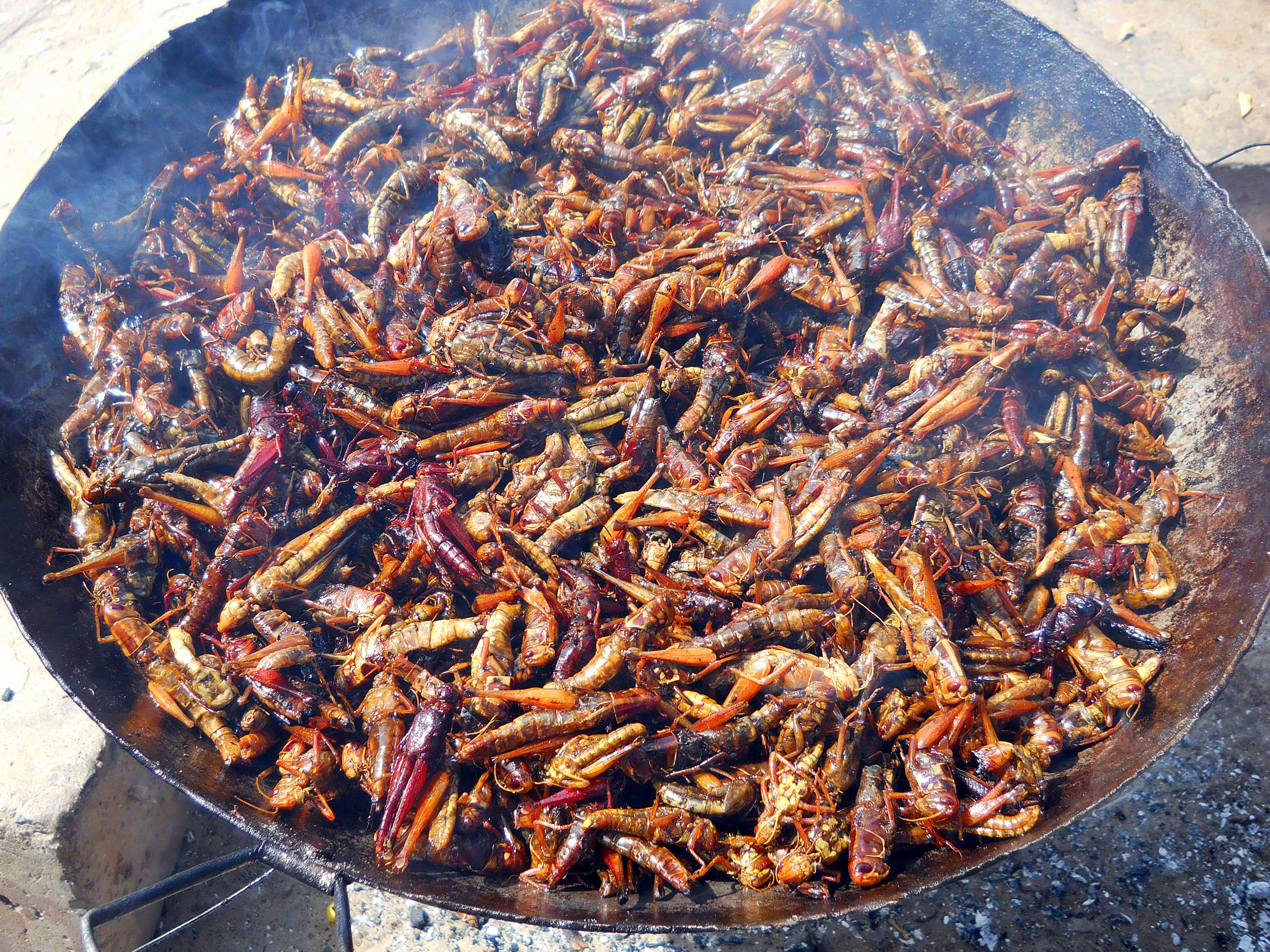
Tsjaadse gewokte sprinkhanen

Een smakelijke bestrijdingsmethode is het opeten van de (onbespoten) sprinkhanen. Daartoe moet om te beginnen de bevolking ervan bewust worden gemaakt, dat sprinkhanen een belangrijke bron van eiwitten en mineralen zijn. Daarnaast moeten technieken worden ontwikkeld om de insecten te vangen, te transporteren en te conserveren. Ten slotte is het belangrijk om aandacht te besteden aan bereidingsmethoden en culinaire aspecten van deze snelle hap. Sprinkhanen kunnen worden gedroogd, gerookt of gebakken. Hoewel sprinkhanen eetbaar zijn, kunnen zij door besproeien met bestrijdingsmiddelen voor consumptie ongeschikt worden. De FAO heeft wat recepten verzameld op haar website. Zij raadt vooral aan om ze te drogen voor later, wanneer de oogsten door de sprinkhanen zijn aangevallen.
Het eten van sprinkhanen als preventiemiddel werkt alleen in het nimfenstadium, voordat ze eieren hebben kunnen leggen. In een later stadium hebben zij zich dusdanig vermeerderd, dat hun aantal te groot is geworden en zij door bespuiting vergiftigd worden.

## Invloed van klimaatverandering
De opwarming van het klimaat heeft ook invloed op de sprinkhaanpopulaties. Hogere temperaturen, meer extreme regenval en versterking van El Niño en La Niña, met meer overstromingen en cyclonen, kunnen in de toekomst mogelijk leiden tot meer sprinkhanenplagen in meer gebieden. De sprinkhanen kunnen zich sneller ontwikkelen en mogelijk een extra generatie voortbrengen. Zij kunnen daarbij nieuwe gebieden veroveren.
In de jaren 2010-2019 was er een toename van het aantal cyclonen, deels toegeschreven aan het opwarmen van de oceanen. Cyclonen geven aanleiding tot sprinkhanenzwermen door de grote hoeveelheden neerslag die ze met zich meebrengen. Het toenemend grillige weer in Oost-Afrika, met langdurige droogte gevolgd door hevige regenval, verergerde de overlast van eind 2019-2020.
Ook de verandering van de Indische Oceaandipool, die steeds vaker leidt tot lagere watertemperaturen en meer droogte in de regio van Indonesië en Australië en hogere watertemperaturen en meer neerslag in het westen, verhoogt de kans op plagen.

## Voorbeelden van oplevingen en plagen

### 9de eeuw
Een sprinkhanenplaag trok rond 873 over Europa. 873 was een jaar van een koude winter met veel neerslag en een hele droge zomer. De sprinkhanen trokken over Italië, Duitsland en Frankrijk. Ze brachten veel schade toe aan graanvelden, bomen en gewassen. Ze maakten hetzelfde geluid als krijsende vogels. Volgens de christelijke bevolking deed deze plaag denken aan de tien plagen in Egypte. Ze dachten dat het een straf van God was voor de zonden die ze hadden begaan. Volgens de kronieken van Xanten zouden geestelijken met kruisen naar buiten zijn gekomen om God te smeken om vergeving. De plaag werd gestopt door de gewassen onder water te zetten.

### 20ste eeuw
Tussen 1889 en 1969, toen er nog geen sprake was van systematische preventie, was er bijna continu sprake van ernstige sprinkhanenoverlast en plagen. Alleen kort na de Eerste Wereldoorlog (1920-1925) en kort voor de Tweede Wereldoorlog (1935-1939) waren er tussen de plagen door twee perioden van teruggang.
In 1889 werd melding gemaakt van een zwerm boven de Rode Zee van zo'n 5000 vierkante kilometer (2000 vierkante mijl). In de 1930er jaren werd Afrika geteisterd door de woestijnsprinkhaan en in iets mindere mate de Rode treksprinkhaan en de Afrikaanse treksprinkhaan. In 1934/35 teisterde laatstgenoemde bijna heel Afrika ten zuiden van de Sahara. Tezelfdertijd hield ook de Rode treksprinkhaan huis in een groot deel van dit gebied. In de Tweede Wereldoorlog belemmerden zwermen zelfs militaire operaties in Noord-Afrika. De plaag van 1967 trok vanaf de Rode Zee over heel Noord-Afrika tot aan de Atlantische Oceaan.
Dankzij het preventie-programma duurden plagen sinds 1965 minder dan twee jaar en waren verspreid over een kleiner gebied dan in de tijd daarvoor.

### 21ste eeuw

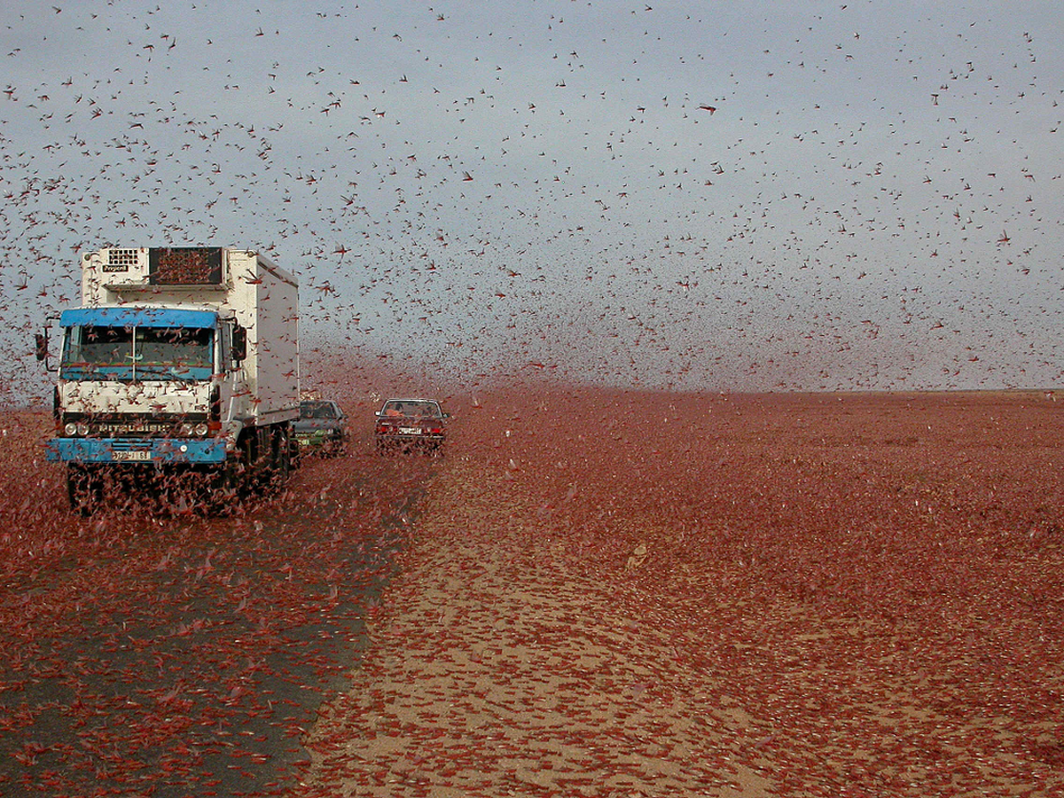
Marokko, november 2004

- 2001-2003. Vanaf circa 2001 kon de Marokkaanse treksprinkhaan zich in Afghanistan ongehinderd uitbreiden, omdat vanwege de oorlog de boeren hun land niet meer konden bewerken. In 2002 werd een grootscheepse campagne opgezet om de invasie mechanisch te verwijderen, onder andere door ze in greppels te jagen en te begraven. Het lukte zo om miljoenen sprinkhanen te vernietigen. Vervolgens werd aanvullend handmatig gif gesproeid.[42][32] Een groot deel van de oogst kon worden gered door het spuiten van 30.000 liter pesticide, maar niet verhinderd kon worden dat er massaal eieren werden gelegd voor de volgende generatie.[43]

Het jaar daarop kon door preventie een nieuwe uitbraak worden voorkomen, behalve waar landmijnen en explosieven waren achtergebleven. In 2005 meldde de FAO dat de overlast bijna geheel onder controle was. Voor de verdere preventie werd de handmatige toepassing van het pesticide diflubenzuron geïntroduceerd.
- Van 2003 tot 2005 was er een grote opleving van woestijnsprinkhanen in Noordwest-Afrika.

De Sahel, na regenperiodes broedgebied van de woestijnsprinkhaan

In augustus 2003 meldde de FAO dat in de Sahel veel regen was gevallen. Locust Watch waarschuwde voor aanstaande uitbraken en adviseerde monitoring. In oktober werden uitbraken in Mauritanië, Niger en Soedan gemeld. In het westen viel er eind oktober uitzonderlijk veel regen die overstromingen veroorzaakte, met gunstige broed-omstandigheden tot gevolg. Daarna trokken zwermen verder over noordelijk Afrika en over de Rode Zee naar Arabië, na eerst hun ei-pakketten te hebben achtergelaten.
De volgende winter en lente waren ook nat, waardoor in de loop van 2004 eerder gelegde eieren uitkwamen en er nieuwe generaties ontstonden, waarbij de nimfen zich tegoed konden doen aan de opschietende vegetatie in de anders zo droge halfwoestijnen van de Sahel. Bestrijding mocht niet meer baten. Uitbraken in Marokko en Algerije breidden zich zuid- en oostwaarts uit en in oktober 2004 was een groot deel van Noordwest-Afrika getroffen door grote sprinkhanenzwermen. De combinatie van sprinkhanen en de daarna terugkerende droogte resulteerde in verlies van oogsten. De zwermen trokken daarna verder naar het noorden en noordoosten.
In winter en voorjaar 2004/2005 werd extreem koud weer gerapporteerd in Marokko en de Sahara, met ongebruikelijke sneeuwval in oostelijk Marokko en de Algerijnse woestijn. Meer dan 30 soorten vogels werden als predator van de insecten waargenomen De toenemende droogte en dalende temperaturen in combinatie met intensieve bestrijding riepen begin 2005 een halt toe aan de overlast.
- In 2012-2013 leed Madagaskar onder een kortstondige plaag van de Malagassische treksprinkhaan (Locusta migratoria migratorioides). In november 2012 verklaarde de regering de overlast tot een nationale ramp en vroeg de FAO om hulp.[51] De plaag was ontstaan na twee jaar zonder preventieve bestrijding wegens gebrek aan financiering. In februari 2013 werd de situatie verergerd door de tropische cycloon Haruna, waarna de helft van het land was bedekt met zwermen sprinkhanen. Ook de cycloon had grote schade aangericht aan de gewassen.[52] In februari 2013 werd een locale Locust Watch-eenheid voor Madagascar opgericht. Van november 2013 tot juli 2016 werden drie jaarlijkse campagnes uitgevoerd, die $37 miljoen dollar kostten. De eerste campagne (2013/14) bracht de plaag reeds tot staan.[53]

- 2018-2020. De oorsprong van de enorme invasies van woestijnsprinkhanen, begin 2020 in Afrika, ligt al bij een serie cyclonen in 2018 en uitzonderlijk natte weersomstandigheden. Door de permanente oorlog in Jemen kon daar geen of onvoldoende preventie plaatsvinden. Uitbraken verspreidden zich de volgende jaren over het Midden-Oosten en later de Hoorn van Afrika.

Vanaf eind 2019 waren er steeds meer uitbraken met enorme sprinkhanenzwermen. Een effectieve bestrijding was niet meer mogelijk, zodat de overlast zich over steeds meer landen in Noordoost-Afrika verspreidde. Mede door de coronapandemie die vanaf begin 2020 de hele wereld trof, heeft er onvoldoende preventie kunnen plaatsvinden, waardoor de waarschijnlijkheid groot is dat de sprinkhanen zich steeds meer zullen voortplanten en dat daardoor de overlast zich in volgende seizoenen verder zal ontwikkelen tot een sprinkhanenplaag.